# São Paulo do Potengi
São Paulo do Potengi, amtlich portugiesisch Município de São Paulo do Potengi, ist eine Gemeinde im brasilianischen Bundesstaat Rio Grande do Norte und liegt in der Nordostregion Brasiliens. Die Bevölkerung wurde zum 1. Juli 2020 auf 17.720 Einwohner geschätzt, die auf einer Gemeindefläche von rund 240,4 km² leben und Potengienser (potengienses) genannt werden. Die Entfernung zur Hauptstadt Natal beträgt 71 km.

## Geographie
Umliegende Orte sind São Pedro, Santa Maria, Barcelona, Lagoa de Velhos, Senador Elói de Souza und Riachuelo. Am Ostrand der Stadt führt die landeseigene Straße RN-120 vorbei. Westlich liegt der Staudamm Campo Grande (Barragem Campo Grande). Das Gemeindegebiet liegt in einer Senke zwischen dem Küstenplateau und dem Borborema-Plateau und hat Höhen von 50 bis 200 Metern, im urbanen Raum zwischen 72 und 91 Metern.
Das vorwiegende Biom ist Caatinga.

### Klima
Die Gemeinde hat semiarides Steppenklima BSh nach der Klimaklassifikation nach Köppen und Geiger. Die Durchschnittstemperatur ist 25,5 °C. Die durchschnittliche Niederschlagsmenge liegt bei 613 mm im Jahr.

## Bevölkerungsentwicklung
| Jahr | Einwohner | Stadt  | Land   |
| --- | --------- | ------ | ------ |
| 1950 | 24.192    | 1.358  | 22.834 |
| 1960 | 30.106    | 2.197  | 27.909 |
| 1970 | 12.823    | 3.959  | 8.864  |
| 1980 | 13.553    | 5.581  | 7.972  |
| 1991 | 14.559    | 8.304  | 6.255  |
| 2000 | 13.822    | 9.899  | 3.923  |
| 2010 | 15.866    | 11.490 | 4.376  |
| 2020 | 17.720    | ?      | ?      |
| Hier fehlt eine Grafik, die leider im Moment aus technischen Gründen nicht angezeigt werden kann. Wir arbeiten daran! |           |        |        |

Quelle: IBGE (2011)
1995 wurde der Distrito de Santa Maria als selbständiges Munizip Santa Maria mit großem Gebietsverlust für São Paulo do Potengi ausgegliedert. Die Landbevölkerung nahm in den Jahren von 1991 bis 2010, der letzten Volkszählung, um 12,4 % ab, gleichermaßen nahm die Stadtbevölkerung zu.

## Ethnische Zusammensetzung
Ethnische Gruppen nach der statistischen Einteilung des IBGE (Stand 2000 mit 13.822 Einwohnern, Stand 2010 mit 15.866 Einwohnern): Von diesen lebten 2010 11.468 Einwohner im städtischen Bereich und 4375 im ländlichen Raum der Caatinga. In der Gemeinde wird der Dialekt Sertanejo gesprochen.
| Gruppe      | Anteil 2000 | Anteil 2010 | Anmerkung                        |
| ----------- | ----------- | ----------- | -------------------------------- |
| Brancos     | 4.988       | ▲ 5.721     | Weiße, Nachfahren von Europäern  |
| Pardos      | 8.152       | ▲ 9.328     | Mischrassige, Mulatten, Mestizen |
| Pretos      | 592         | ▲ 751       | Schwarze                         |
| Amarelos    | –           | ▲ 31        | Asiaten                          |
| Indígenas   | 5           | ▲ 12        | indigene Bevölkerung             |
| ohne Angabe | 85          | –           |                                  |

## Analphabetenquote
São Paulo do Potengi hatte 1991 eine Analphabetenquote von 54 %, die sich bei der Volkszählung 2010 bereits auf 32,2 % reduziert hatte.